# Watson (automobilismo)

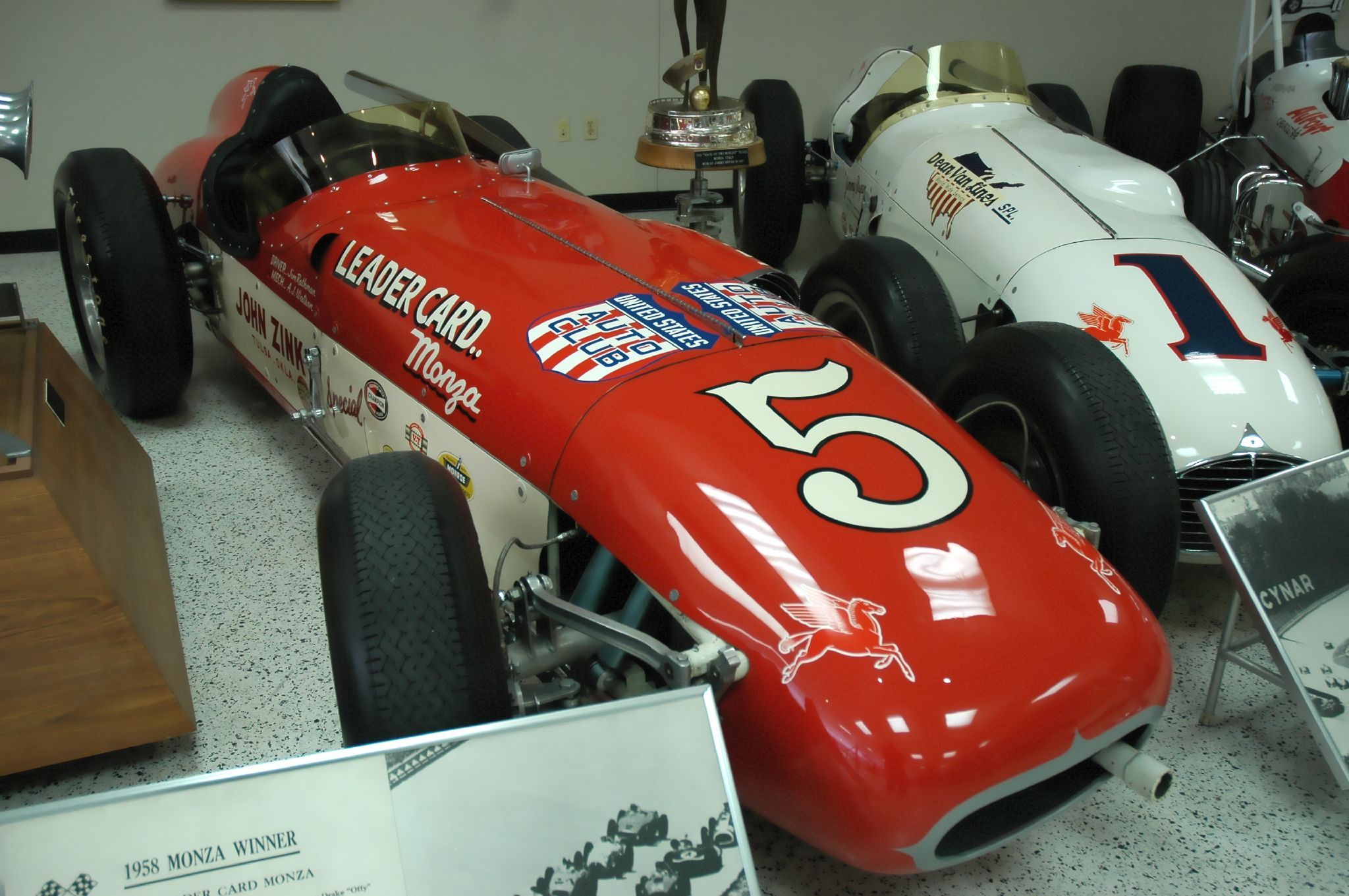
La Watson-Offenhauser del 1958 che vinse la 500 Miglia di Monza con Jim Rathmann.

Watson è stato un costruttore americano di auto da corsa presente nelle gare statunitensi dagli anni 1950 ai primi anni 1980.
La scuderia venne fondata da A. J. Watson nel 1949, partecipò alla 500 Miglia fino ai primi anni 1980 diventando la squadra più vittoriosa di sempre sull'ovale dell'Indiana con sei successi tra il 1956 e il 1964.
Tra il 1950 e il 1960 la 500 Miglia di Indianapolis faceva parte del Campionato mondiale di Formula 1, per questo motivo la Watson ha all'attivo anche 9 Gran Premi con tre vittorie (Pat Flaherty 1956, Rodger Ward 1959 e Jim Rathmann 1960), con due pole-position e un giro veloce in F1.